# 人造人間キカイダー THE ANIMATION
『人造人間キカイダー THE ANIMATION』（じんぞうにんげんキカイダー ジ アニメーション）は、2000年10月から2001年1月までキッズステーションで放送されたテレビアニメ。

## 概要
特撮版のリメイクではなく石ノ森章太郎の漫画『人造人間キカイダー』を原作としている。2001年には続編のOVA『キカイダー01 THE ANIMATION』が製作されている。
原作のおよそ2/3にあたるダーク壊滅までを全12話に再構成している。
原作では、やや中途半端な扱いのままストーリーから退場した光明寺ミツ子と人造人間ジローのラブストーリーを軸に据え、2人の関係に1つの決着をつけている。それまで名称が不確定で「アイヌ」と呼ばれる事が多かったクマ型ロボットは「シルバーベアー」と呼称されるようになった。

## ストーリー
ロボット工学の権威・光明寺伝の研究所が爆発。光明寺は生死不明となり、光明寺が残したロボット・キカイダーは、ジローという人間の姿で活動を始め、光明寺の子供たちである光明寺ミツ子と光明寺マサルと出会う。
そんな彼らを研究所爆破の犯人であるプロフェッサー・ギルが率いる軍団ダークが襲い掛かり、キカイダーはロボットの兄弟たちと戦いながら、自身のアイデンティティとも戦っていく。

## 登場人物

### 主要人物
ジロー/キカイダー
主人公。光明寺博士が造り上げた人造人間。不完全な良心回路・ジェミニを持つ。
自身のアイデンティティに悩みながらもダークと戦っていき、ミツ子を初めとした人々との交流を通じ、良心回路を成長させていく。
ダーク壊滅後、人知れず、旅に出る。
光明寺ミツ子（こうみょうじ ミツこ）
光明寺博士の娘でマサルの姉。ロボットに現を抜かす父に愛憎を抱きながらも父と同じロボット工学の道も歩んでいる。
ジローの存在に戸惑いながらも彼に心を寄せていき、相思相愛の関係になっていく。
ゴールデンバットに拉致された際、兄・一郎の死から始まった光明寺家の闇を知るが、それに向き合っていった。
ダーク壊滅後、父の療養の為、家族全員で海外に旅立つことにしている。
光明寺マサル（こうみょうじ マサル）
光明寺博士の息子でミツ子の弟。明るい性格だが、母親の存在を知らないことや子供ゆえの無力感へのコンプレックスを抱く。ジローを兄のように慕う。
クウヤとカイトの兄弟、実母・千草との別れを経て、成長していく。
ダーク壊滅後、ジローが残したギターを直す。
光明寺伝（こうみょうじ でん）
光明寺姉弟の父親でロボット工学の権威。
亡き前妻との間に生まれた息子・一郎が事故死したことで生きる意欲をなくした矢先、イチローの恩師であるギルと助手の千草から、一郎の遺言を聞かされ、2人の支えを受けて、ロボット開発を再開。再婚した千草との間に、ミツ子とマサルも設けたが、全てはギルの計画であったことを知る。
キカイダー開発直後、不自然な死を遂げるが、実はダークに捕らわれており、脳髄をハカイダーに移植されてしまう。戦いの最中、ハカイダーの身体を自らのものとし、ケジメのためにもダーク壊滅に赴く。
戦い終えた後、ダーク基地に保存されていた元の身体に戻る。
服部半平（はっとり はんぺい）
ミツ子がジローを探すために雇った探偵。ドジな性格だが、人情味がある。
猿飛悦子（さるとび えつこ）
服部の助手。原作では一度きりの登場だったが、アニメ版ではレギュラーに。
光明寺一郎（こうみょうじ いちろう）
光明寺博士の息子で長男。
父の助手をしていたが、開発中の事故で感電死してしまう。
彼の死後、アメリカ留学時代の恩師であるギルは光明寺に資金援助を行うが、実は光明寺博士を利用するためにギルに暗殺されたことが真相だった。

### ダーク
プロフェッサー・ギル
秘密結社ダークを率いて、世界制覇を狙う悪の科学者。
人間であろうと人造人間であろうと、自分の命令に服従しないものは生かしておけない狭量な性格。
最終決戦では用済みとして処分したハカイダーの手で道連れにされる。
サブロウ/ハカイダー
光明寺博士が造り上げた人造人間。その頭部には光明寺博士の脳が収められている。
口笛を吹くことでキカイダーを苦しめ、暴走させることができる。
キカイダーの説得にも耳を貸さず、逆に光明寺の脳を破壊しようとするが、その直後、光明寺に意識を入れ替えられてしまう。最終決戦の最中、再び表に出てくるが、ギルから用済みと見なされ、量産型ハカイダーのハカイダーショットで喉元を撃たれて首を切断されてしまう。だが、サブロウの執念はハカイダーの首から下の身体を動かし、ギルを道連れにした。
坂本千草（さかもと ちぐさ）
光明寺博士の後妻でミツ子とマサルの母親。その正体は、ダークのスパイ。
「真っ赤に燃える太陽が夜に支配される瞬間を誰かを愛する瞬間に似ている」と考えている。
マサルが生まれた直後、姿を晦ますが、雪降る故郷の町でミツ子とマサルと再会。その再会は「ミツ子たちを殺し、その死に様をジローに見せろ」というギルの非情な命令を受けてのことだったが、ギルへの愛とミツ子への愛情の間に揺れ動き、光明寺の居場所を記したメモとマサルのために買った靴を渡した後、拳銃自殺する。
原作では光明寺博士の手記の中に登場するのみで、光明寺家を出た後の消息は不明のまま。
ゴールデンバット
「光明寺博士が、単なる実験のために作った」人造人間。
キカイダーのものよりさらに不完全ではあるが一応良心回路を持ち、拉致したミツ子相手に「人間でも機械にもなりきれないキカイダーの辛さ、この私にはよくわかる」とうそぶく。
最終的には、サブロウに処刑された。

## キャスト
- ジロー（キカイダー）：関智一
- 光明寺ミツ子：堀江由衣
- 光明寺マサル：小林由美子
- 光明寺伝：飯塚昭三
- 服部半平：キートン山田
- 猿飛悦子：小桜エツ子
- ギル･ヘルバート：小川真司
- サブロウ（ハカイダー）：小杉十郎太
- 坂本千草：高山みなみ
- ゴールデンバット：若本規夫
- 光明寺一郎：伊藤祐介

## スタッフ
声優の井上和彦は、本作品以降音響演出としても活動している。
- 原作 - 石ノ森章太郎
- 監督 - 岡村天斎
- シリーズ構成 - 面出明美
- キャラクターデザイン・総作画監督 - 紺野直幸
- スーパーバイザー - 早瀬マサト
- 美術監督 - 岡田有章
- 色彩指定 - 友野亜紀子、川崎アイ子
- 撮影監督 - 長牛豊
- 録音演出 - 井上和彦
- 音楽 - 見岳章
- 音楽監督 - 中武敬文
- エグゼクティブプロデューサー - 小野寺章、勝股英夫
- ラインプロデューサー - 植田基生、松元文一、久保田光俊
- プロデューサー - 岩上敦宏
- アニメーション制作 - ラディクスエースエンタテインメント、スタジオOX
- 製作協力 - 東映、バンダイ
- 製作 - SPE・ビジュアルワークス

## テーマ曲
オープニングテーマ「Theme of Gemini」
作曲 - 見岳章
『キカイダー01 THE ANIMATION』の完結編『ギターを持った少年 -キカイダーVSイナズマン-』ではオープニングに使用。
エンディングテーマ「Destiny」
作詞 - 谷亜ヒロコ / 作曲 - 見岳章 / 唄 - 堀江由衣
シングルは発売されておらず、サウンドトラックCDが初出。

## 各話リスト
| 話数 | サブタイトル     | 脚本     | 絵コンテ | 演出           | 作画監督 （メカ作画監督） | 放送日          | 登場怪人                                     |
| ---- | ---------------- | -------- | -------- | -------------- | ------------------------- | --------------- | -------------------------------------------- |
| 1    | 孤独な人形       | 面出明美 | 岡村天斎 | 元永慶太郎     | 斉藤久                    | 2000年 10月16日 | グレイサイボーグ グリーンマンティス ギンカメ |
| 2    | 狂った機械       | 大西信介 | 安藤真裕 | 安藤真裕       | 田中穣                    | 10月23日        | グリーンマンティス                           |
| 3    | ストレイ・シープ | 十川誠志 | 坂田純一 | はばらのぶよし | 谷口守泰                  | 10月30日        | カーマインスパイダー                         |
| 4    | 鏡               | 大西信介 | 吉原正行 | 吉原正行       | 服部憲知                  | 11月6日         | オレンジアント                               |
| 5    | 雨の街           | 面出明美 | 神戸守   | 木村隆一       | 初見浩一 （丹羽孝利）     | 11月13日        | イエロージャガー                             |
| 6    | 負の断片         | 十川誠志 | 岡村天斎 | 元永慶太郎     | 向山佑治 依田正亮         | 11月20日        | ゴールデンバット                             |
| 7    | 悲の残照         | 大西信介 | 安田賢司 | 安田賢司       | 田中穣                    | 11月27日        | ゴールデンバット                             |
| 8    | ともだち         | 面出明美 | 坂田純一 | はばらのぶよし | 下坂英男                  | 12月11日        |                                              |
| 9    | 凍る絆           | 十川誠志 | 安藤真裕 | 安藤真裕       | 向山佑治                  | 12月18日        |                                              |
| 10   | 破壊魔           | 大西信介 | 神戸守   | 木村隆一       | 初見浩一 （丹羽孝利）     | 12月25日        |                                              |
| 11   | 夢みる機械       | 面出明美 | 吉原正行 | 吉原正行       | 田中穣                    | 2001年 1月1日   |                                              |
| 12   | 夢の末路         | 面出明美 | 岡村天斎 | 岡村天斎       | 大森英敏                  | 1月8日          |                                              |

## 放送局
| 放送地域 | 放送局             | 放送期間                      | 放送日時           |
| -------- | ------------------ | ----------------------------- | ------------------ |
| 日本全域 | キッズステーション | 2000年10月16日 - 2001年1月8日 | 月曜 20:00 - 20:30 |
| 東京都   | TOKYO MX           | 2006年10月7日 - 12月30日      | 土曜 22:30 - 23:00 |
| 日本全域 | NHK BS2            | 2010年7月11日 - 9月26日       | 日曜 23:25 - 23:50 |